# Crusónas
Crusónas ou Krousonas (em grego: Κρουσώνας) é uma vila e um antigo município da unidade regional de Heraclião em Creta na Grécia. Desde a reforma governamental de 2011 é parte do município de Malevizi.